# 100483 NAOJ
100483 NAOJ è un asteroide della fascia principale. Scoperto nel 1996, presenta un'orbita caratterizzata da un semiasse maggiore pari a 2,6986937 UA e da un'eccentricità di 0,2070019, inclinata di 4,15838° rispetto all'eclittica.
L'asteroide è dedicato all'Osservatorio astronomico nazionale del Giappone il cui acronimo in inglese è NAOJ (National Astronomical Observatory of Japan).